# Хлестов, Дмитрий Алексеевич
Дми́трий Алексе́евич Хлесто́в (род. 21 января 1971, Москва) — советский и российский футболист, защитник.

## Биография
Воспитанник московской СДЮШОР «Смена». Игрок национальной сборной России (1992—2002). Один из авторов «Письма четырнадцати».
Оценивался Олегом Романцевым как один из лучших российских защитников в плане персональной опеки и тактического плана. Однако не попал в заявку на чемпионат Европы 1996 года из-за травмы: в январе 1996 года на мини-футбольном турнире в Германии пошёл в жёсткий стык и сломал ногу, вернувшись в строй только через год.
По ходу карьеры вынужден был восстанавливаться от хронической травмы паха, из-за чего пропускал и матчи сборной.
В 2008 году завершил профессиональную карьеру, затем играл в любительском клубе «Интер» Москва, с 2009 года — в команде ЛФЛ «Олимп-Скопа» Железнодорожный, МРО Центр, зона «Московская область», группа «А». В 2012 году провёл четыре матча в любительской лиге (зона «Черноземье») за тульский «Арсенал», позже играл в щёлковской «Спарте». В 2013 году выступал в первенстве Московской области за команду СК «Лосино-Петровский».
Тренер в академии любительского футбола Эдуарда Мора.

## Достижения
- Чемпион России (7): 1992, 1993, 1994, 1997, 1998, 1999, 2000
- Обладатель Кубка СССР: 1991/92
- Обладатель Кубка России (3): 1993/94, 1997/98, 2002/03
- Обладатель Кубка чемпионов Содружества: 1993 (4 игры, 1 гол)
- Жюри конкурса «Чемпионату России по футболу-20 лет» признан лучшим левым защитником российских чемпионатов 1992—2012 годов[15].